# Lilla Äggskär (vid Själö, Nagu)
Lilla Äggskär är klippor nära Själö i Nagu,  Finland.   De ligger i Pargas stad i landskapet Egentliga Finland. Ön ligger omkring 5 kilometer nordväst om Själö, omkring 8 kilometer norr om Nagu kyrka,  31 kilometer sydväst om Åbo och 170 km väster om Helsingfors. Närmaste allmänna förbindelse är förbindelsebryggan vid Själö som trafikeras av M/S Falkö och M/S Östern.
Terrängen runt Lilla Äggskär är platt. Havet är nära Lilla Äggskär åt sydväst.  Närmaste större samhälle är Rimito, 13,4 km norr om Lilla Äggskär. 